# Puente Kota Chambal

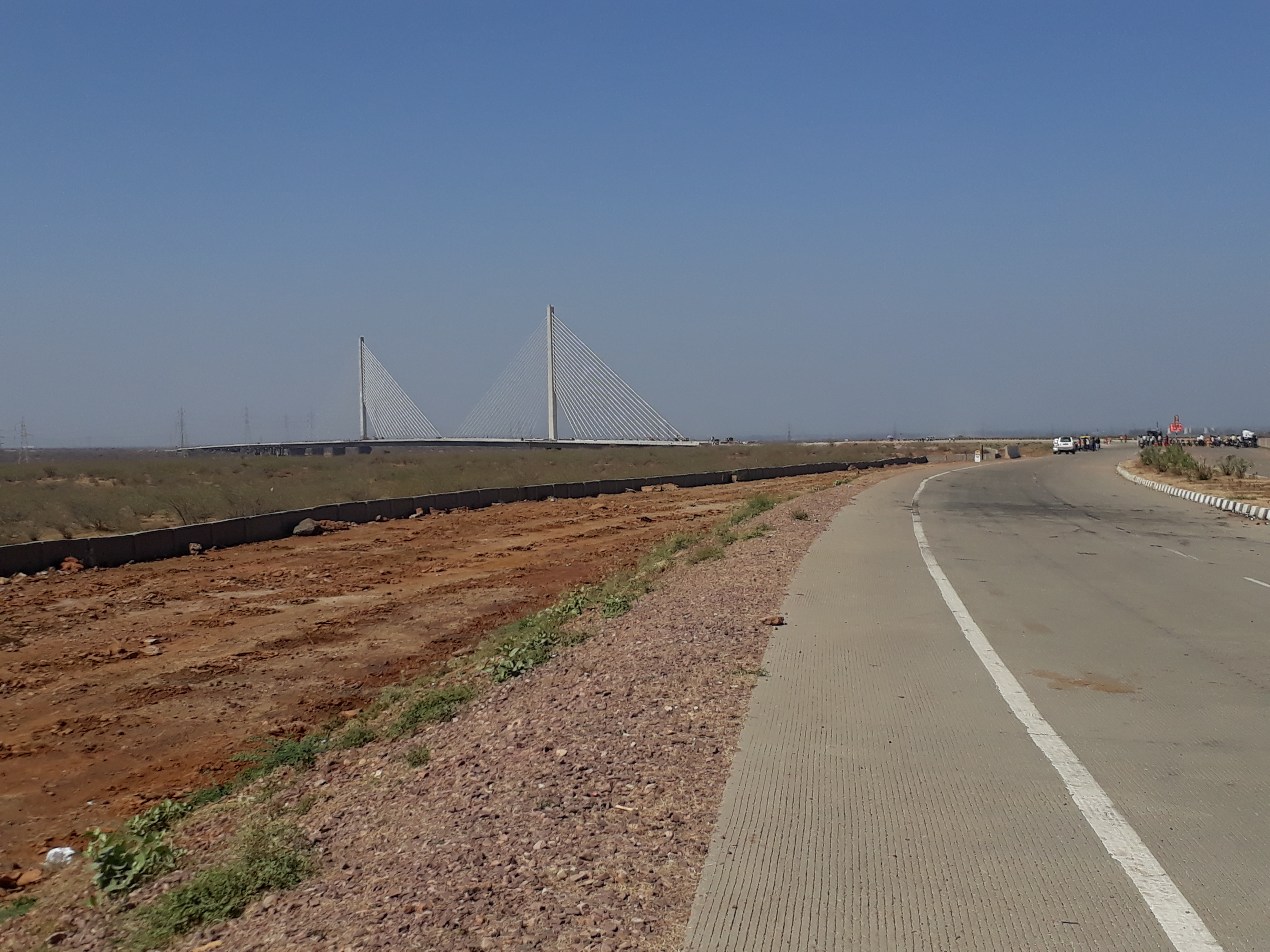
Aproximación al puente Kota

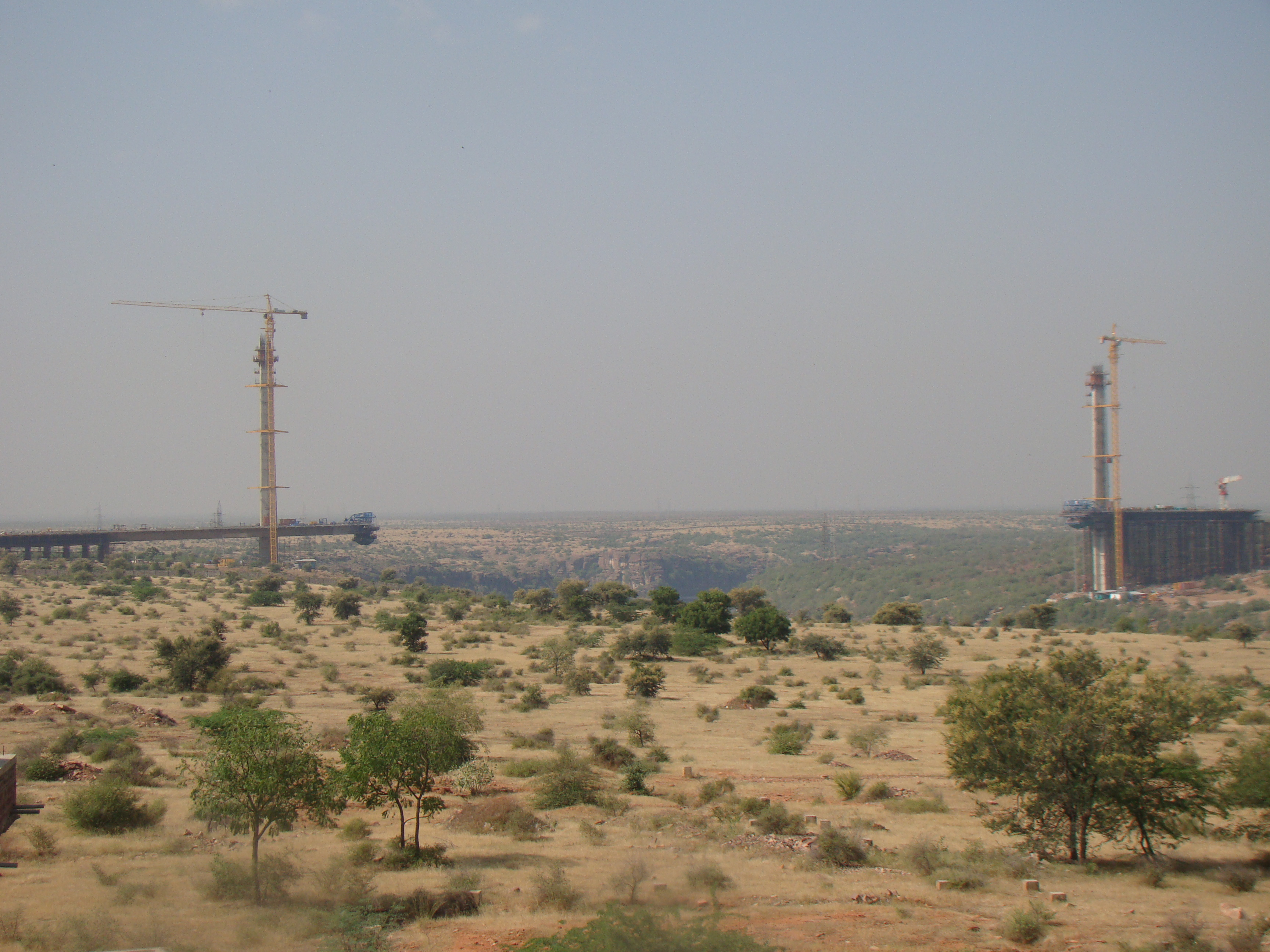
Puente en construcción en 2009

El puente [de] Kota, o Kota Chambal o puente atirantado de Kota, es un puente atirantado de India erigido sobre el río Chambal en Kota, Rajastán, que forma parte de la circunvalación de la ciudad. Fue inaugurado por el primer ministro de la India,  Narendra Modi, el 29 de agosto de 2017 y en ese momento era el tercer puente con el vano más largo del país y el segundo de los atirantados (en mayo de 2025 era el cuarto)

## Fondos
El proyecto cuenta con el patrocinio de la Autoridad Nacional de Carreteras de la India (National Highways Authority of India, NHAI), con una inversión de 2750 millones de rupias indias (INR) y un plazo de ejecución de 40 meses. El acuerdo se firmó en 2006. Debido a retrasos en las autorizaciones ambientales y de protección de la vida silvestre, las obras no pudieron comenzar hasta 2007. La inauguración del puente estaba prevista para noviembre de 2012, pero posteriormente se pospuso hasta mayo de 2017. Su construcción está a cargo de Hyundai Engineering (HEC) de Corea del Sur.

## Estructura
Este puente, atirantado con suspensión simple, tiene un vano principal de 350 metros y vanos laterales de 175 metros a cada lado. El puente tiene una altura aproximada de 60 metros desde la superficie del río Chambal. La emblemática maravilla de la ingeniería de Kota abrió sus puertas al público el 29 de agosto de 2017.

## Accidente
El 24 de diciembre de 2009, aproximadamente a las 17.30 horas, el lado oeste del puente en construcción, que comprendía los tramos P4-P3, el pilón P4, el pilar P4 y la parte en ménsula hasta el segmento 10 (cada segmento de 3,5 metros), se derrumbó en el río sin ninguna señal de advertencia, matando a 48 trabajadores e ingenieros e hiriendo a algunos más.